# 希尔青根
希尔青根是德国巴登-符腾堡州的一个市镇。总面积53.03平方公里，总人口8198人，其中男性3998人，女性4200人（2011年12月31日），人口密度155人/平方公里。